# Наср, Сейид Хоссейн
Сейид Хоссейн Наср (род. 1933, Тегеран) — мусульманский философ-традиционалист, религиовед, специалист по истории суфизма и интеллектуализма.

## Биография
Родился в 1933 г. в Тегеране, в семье выдающихся ученых и врачей. И его дед, и его отец были придворными врачами. Имя «Наср», означающее «победа», происходит от титула «Победа врачей», который был дарован деду профессора Насра шахом Персии. Наср также происходит из семьи суфиев. Одним из его предков был Мулла Сейид Мухаммад Таки Поштмашхад, святой из Кашана, мавзолей которого до сих пор посещается паломниками и находится рядом с гробницей сефевидского царя Шаха Аббаса. С 12 лет жил в США, получил образование в престижной баптистской средней школе (Peddie School in Hightstown, New Jersey), окончил физический факультет Массачусетского технологического университета (МТУ), получил степень бакалавра по физике, учился в Гарвардском университете по специальности «геология и геофизика», в 1958 г. удостоился докторской степени по истории науки и философии. После этого вернулся в Иран.
С 1958 по 1968 г. (с перерывом в три года в связи с преподаванием в Гарвардском университете) С. Х. Наср читал курс по истории философии на факультете литературы и гуманитарных наук Тегеранского университета. С 1968 по 1972 г. был деканом упомянутого факультета, позже — президентом университета в Ширазе, а затем ректором Тегеранского университета.
Возглавил основанную в 1974 году Иранскую императорскую академию философии (по словам Марка Сэджвика — «центр традиционалистской мысли в мировом масштабе»), директором которой он оставался до эмиграции в 1979 году. Эмигрировав после иранской революции в США, Наср с 1979 по 1984 год был профессором в Университете Темпл в Филадельфии и с 1984 года по настоящее время в Университете Джорджа Вашингтона.
Летом 2024 года был приглашен возглавить научный комитет по проведению в тегеранском Иранском институте философии международной конференции «Рене Генон и возрождение изначальной традиции».

## Научные труды
- An Introduction to Islamic Cosmological Doctrines: Conceptions of Nature and Methods Used for Its Study by the Ikhwan al-Safa, al-Biruni, and Ibn Sina (1964)
- Three Muslim Sages: Avicenna—Suhrawardi—Ibn Arabi (1964)
- Ideals and Realities of Islam (1966)
- Science and Civilization in Islam, with a preface by Giorgio de Santillana[англ.] (1968)
- Islamic Studies: Essays on Law and Society, the Sciences, and Philosophy and Sufism (1967)
- The Encounter of Man and Nature: The Spiritual Crisis of Modern Man (1968)
- Sufi Essays (1972)
- Islam and the Plight of Modern Man (1975)
- Islamic Science: An Illustrated Study, with photographs by Roland Michaud (1976)
- Sadr al-Din Shirazi and His Transcendent Theosophy: Background, Life and Works, 2nd edition (1977)
- Knowledge and the Sacred: The Gifford Lectures, Free Download In Several Formats (1981)
- Islamic Life and Thought (1981)
- Islamic Art and Spirituality (1986)
- Traditional Islam in the Modern World (1987)
- A Young Muslim’s Guide to the Modern World (1993)
- The Need for a Sacred Science (1993)
- The Islamic Intellectual Tradition in Persia, edited by Mehdi Aminrazavi (1994)
- Muhammad: Man of God (1995)
- Religion and the Order of Nature: The 1994 Cadbury Lectures at the University of Birmingham (1996)
- Poems of the Way; put to music by Sami Yusuf in Songs of the Way (vol. 1) (1999)
- Islam: Religion, History, and Civilization (2001)
- The Heart of Islam: Enduring Values for Humanity (2002)Free Download
- Islamic Philosophy from its Origin to the Present: Philosophy in the Land of Prophecy (2006)
- The Pilgrimage of Life and the Wisdom of Rumi: Poems and Translations (2007)
- The Garden of Truth: The Vision and Promise of Sufism, Islam’s Mystical Tradition (2007)
- Islam, Science, Muslims, and Technology: Seyyed Hossein Nasr in Conversation with Muzaffar Iqbal (2007)
- The Essential Seyyed Hossein Nasr, edited by William Chittick[англ.] (2007)
- Islam in the Modern World (2012)

### Переводы на русский язык
- Сейид Хоссейн Наср. Исламское искусство и духовность. — М.: Дизайн. Информация. Картография, 2009. — 232 с.
- Сейид Хоссейн Наср. Исламские философы: Авиценна, Сухраварди, Ибн Араби. — М.: Садра. 2014